# Sanatori Marítim Antituberculós de Sant Joan de Déu
El Sanatori Marítim de Sant Joan de Déu és una obra del Vendrell protegida com a bé cultural d'interès local.

## Descripció
L'edifici, rodejat per uns murs, té l'accés en una porta que dona a la carretera de Sant Salvador-Calafell. La portalada amb llinda ens mena cap a una plaça on s'hi troba l'edifici. La plaça té un llac circular amb un brollador i és rodejada per uns bonics jardins. Portats per la perspectiva del conjunt els nostres ulls topen amb l'edifici, al qual s'hi accedeix mitjançant una escalinata. Aquest és compost per un cos central sobresortit i dues ales laterals que presenten una forma de L i consten de dos pisos amb finestres quadrangulars. El cos central té diferents plantes. Els baixos presenten tres portalades amb arc de mig punt, sobre les quals hi ha una figura que representa un monjo amb dos nens. A cada banda hi ha dues finestres, damunt les quals hi ha una cornisa. Però la part central de la façana encara presenta una prolongació. Podem veure-hi una rosassa petita, una cornisa amb finestres de mig punt, un rellotge i una torre quadrangular amb finestres allargades d'arc de mig punt.

## Història
Fou la família Cruset qui amb els seus treballs (publicació d'artícles de premsa, recollida de donatius...) inicià la idea de la construcció d'aquest sanatori. Va ser inaugurat per Alfons XIII el dia 29 de maig de 1929. El 1936 els germans de Sant Joan de Déu que regien aquella institució foren assassinats. Però el sanatori continuà la seva tasca: tractament principalment de la tuberculosi, així com altres malalties de la quitxalla. El 1969 fou abandonat a causa del boom turístic de la zona que acabà amb la tranquil·litat del lloc. Els seus components es traslladaren a l'hospital de Sant Joan de Déu de Barcelona. Els terrenys i l'edifici foren venuts a una S.A.